# Allan Etzler
Carl Martin Allan Etzler, född 31 mars 1902 i Nydala församling, Jönköpings län, död 7 december 1980 i Hässelby församling, Stockholm, var en svensk historiker.

## Biografi
Efter studentexamen i Stockholm 1920 blev Etzler filosofie kandidat 1924, filosofie magister 1930, filosofie licentiat 1943 och filosofie doktor (i historia) 1944 samt filosofie licentiat (i litteraturhistoria) 1948. Han blev assistent vid Långholmens centralfängelse 1928 och var lektor i Lidingö från 1950. Han skrev doktorsavhandlingen Zigenarna och deras avkomlingar i Sverige. Historia och språk (Uppsala 1944), uppsatser i bland annat "Med hammare och fackla", "Vintergatan", "Svensk litteraturtidskrift" och "Svenska landsmål".

### Familj
Hans brors sonson är Aron Etzler.

## Fotnoter
1. 1 2 3 4 5  Sveriges dödbok 1830–2020, åttonde utgåvan, Sveriges Släktforskarförbund, november 2021, läst: 4 februari 2022.[källa från Wikidata]
2. ↑  Sveriges Dödbok 1901–2009, DVD-ROM, Version 5.00, Sveriges Släktforskarförbund (2010)